# 土井利往
- 土井利往
- 土井利徃

土井 利往（どい としゆき、宝暦4年（1754年） - 没年不明）は、江戸時代後期の幕臣、有職故実家。通称は定次郎、主税。
『寛政重修諸家譜』において実名は「利徃」の字体で記されている。

## 生涯
400石の旗本・土井利意（のちに新番組頭）の子として生まれる。明和8年（1771年）3月25日、徳川家治に御目見。安永7年（1778年）7月19日より西の丸御書院番士、寛政2年（1790年）4月2日より本丸勤務。この年正月27日に父が没しており、5月4日に相続が認められる。
日置流弓術に優れ、射術や「水馬の術」をしばしば将軍に披露して時服や黄金を与えられている。伊勢流中興の祖・伊勢貞丈の孫である伊勢貞春から伊勢流武家故実を学び、多くの書を著した。
門弟に窪田清音、藤川整斎がいる。

## 著作
- 『今川家射儀抄』
- 『馬並馬具之図』
- 『刀脇差名品』
- 『弓術或問』
- 『弓制書弓袋之式』
- 『極秘古伝小笠原流註解』
- 『故実秘抄』
- 『故実目安』
- 『差矢問答』
- 『武射器制』
- 『矢羽文考追考』
- 『弓矢進退記』

## 系譜
利往の家は、徳川秀忠の乳母であった初台局（柴山氏。土井昌勝の妻）所縁の家である。正勝と初台局の娘である梅園局を娶って婿養子となった吉次は、名字を柴山に改めた。吉次の子である柴山正信の死後、500石の知行は長男の正次（300石）と二男の利朝（200石）に分割された。利往の家は利朝の系統で、利往の祖父にあたる利道の代に名字を土井に復している。
- 父：土井利意[1]
- 母：大屋信行の娘[1]
- 妻：戸田由相の娘[1]
- 子：土井利恒（利往から引き継ぎ、藤川整斎に伊勢流武家故実を指導している）